# Нижня Хортиця
Ни́жня Хо́ртиця — село в Україні, у Запорізькій області, Запорізькому районі. Входить до складу Долинської сільської громади. Населення становить 779 осіб.

## Географія

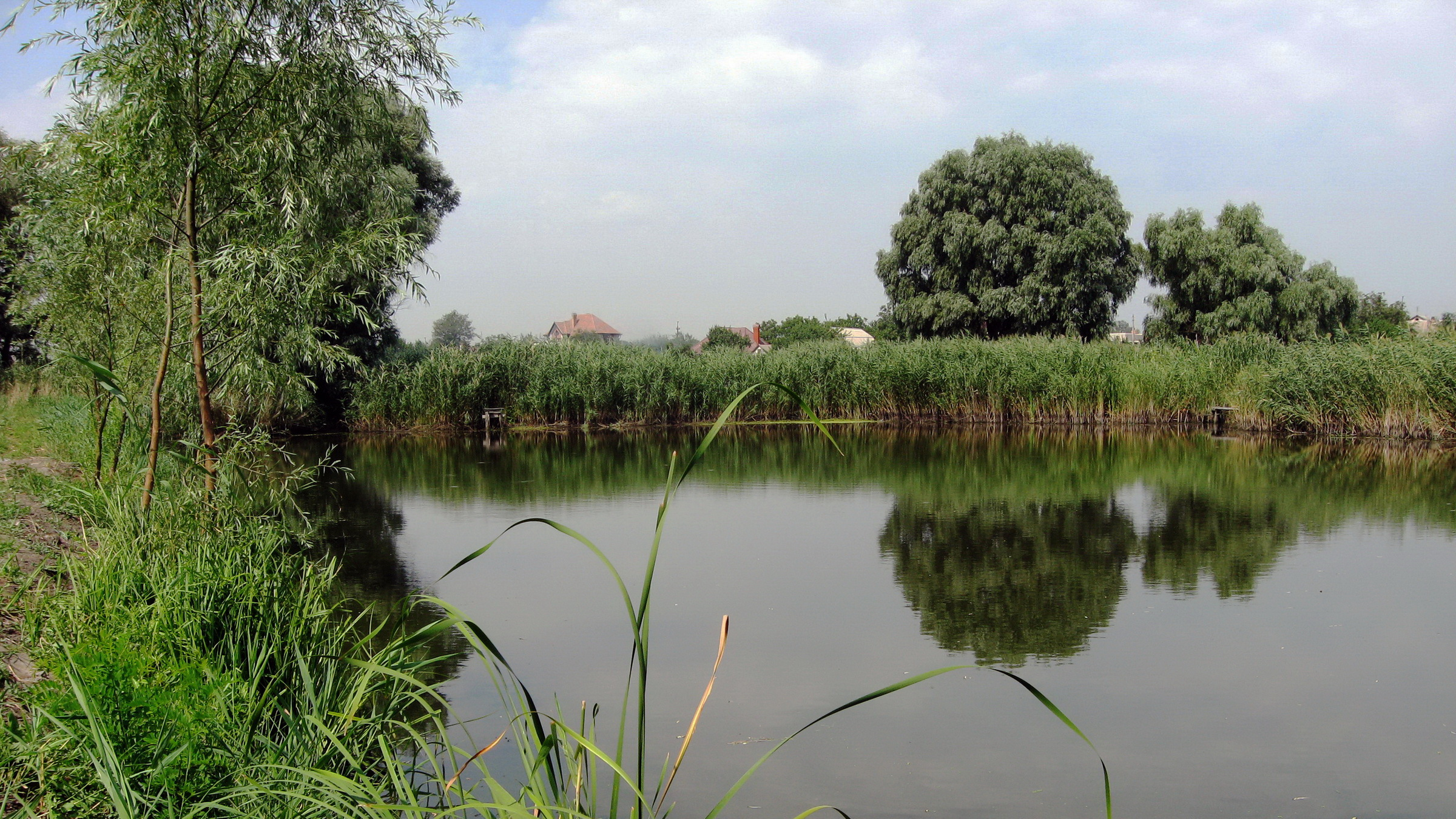
Озеро Лиман

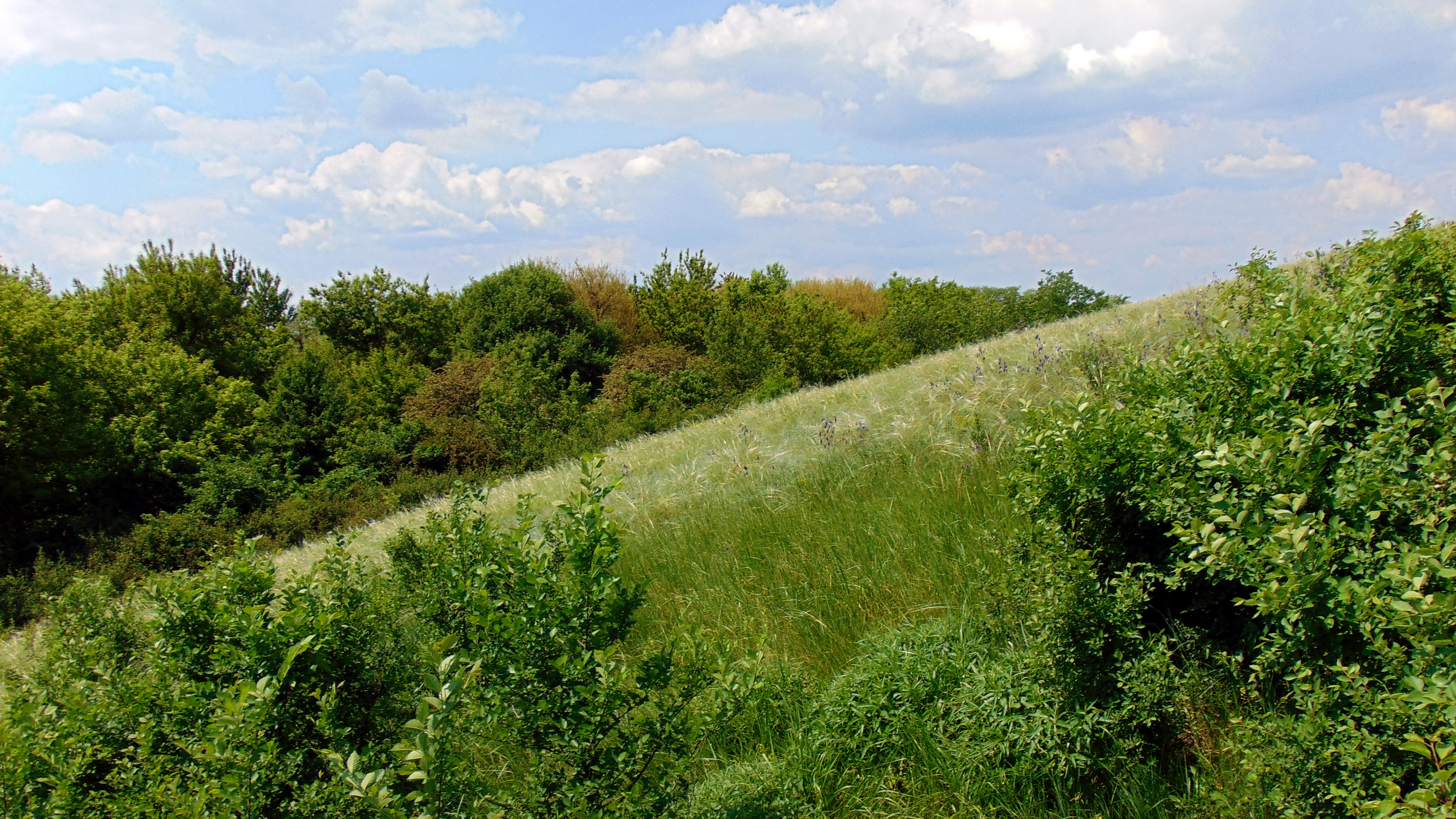
Ентомологічний заказник «Цілинна балка»

Село Нижня Хортиця знаходиться на правому березі русла річки Дніпро — Старий Дніпро, вище за течією на відстані 5 км розташоване село Бабурка, нижче за течією на відстані 0,5 км розташоване село Розумівка, на протилежному березі — місто Запоріжжя. Поруч проходить автомобільна дорога Т 0806.
По селу протікає пересихаюча річка Нижня Хортиця із загатами вище за течією. У результаті затоплення Каховського водосховища в 50-х роках ХХ ст. рівень води в гирлі р. Нижня Хортиця піднявся на кілька метрів, що сприяло утворенню затоки — озера Лиман.
У 1984 році в одному з лівих відрогів долини річки — балці Колючій — створено ентомологічний заказник місцевого (обласного) значення «Цілинна балка», площею 4 га. Заказник перебуває у віданні Розумівської сільської ради.
На території заказника охороняється ряд раритетних видів та угруповань рослин і тварин, занесених до Червоної книги України, Зеленої книги України та інших природоохоронних документів.

## Історія
Село засноване в 1803 році.
За Російської імперії село було німецькою колонією у складі Хортицької волості. На 1886 рік тут було 784 мешканця, 107 двори, школа, лісова пристань, 2 магазини.
До 2016 року орган місцевого самоврядування — Розумівська сільська рада.

## Населення

### Мова
Розподіл населення за рідною мовою за даними перепису 2001 року:
| Мова       | Кількість | Відсоток |
| ---------- | --------- | -------- |
| українська | 663       | 85.11%   |
| російська  | 107       | 13.74%   |
| білоруська | 5         | 0.64%    |
| болгарська | 2         | 0.25%    |
| румунська  | 1         | 0.13%    |
| німецька   | 1         | 0.13%    |
| Усього     | 779       | 100%     |

## Економіка
- «Хортиця», ФГ.
- Готельний комплекс «Панська Хата».

## Об'єкти соціальної сфери
- Клуб.

## Екологія
- До села з півночі примикають великі очисні споруди — Центральні очисні споруди № 2 м. Запоріжжя.

## Особистості
В селі народився Герценок Віктор Андрійович (1934—2017) — український художник.

## Галерея

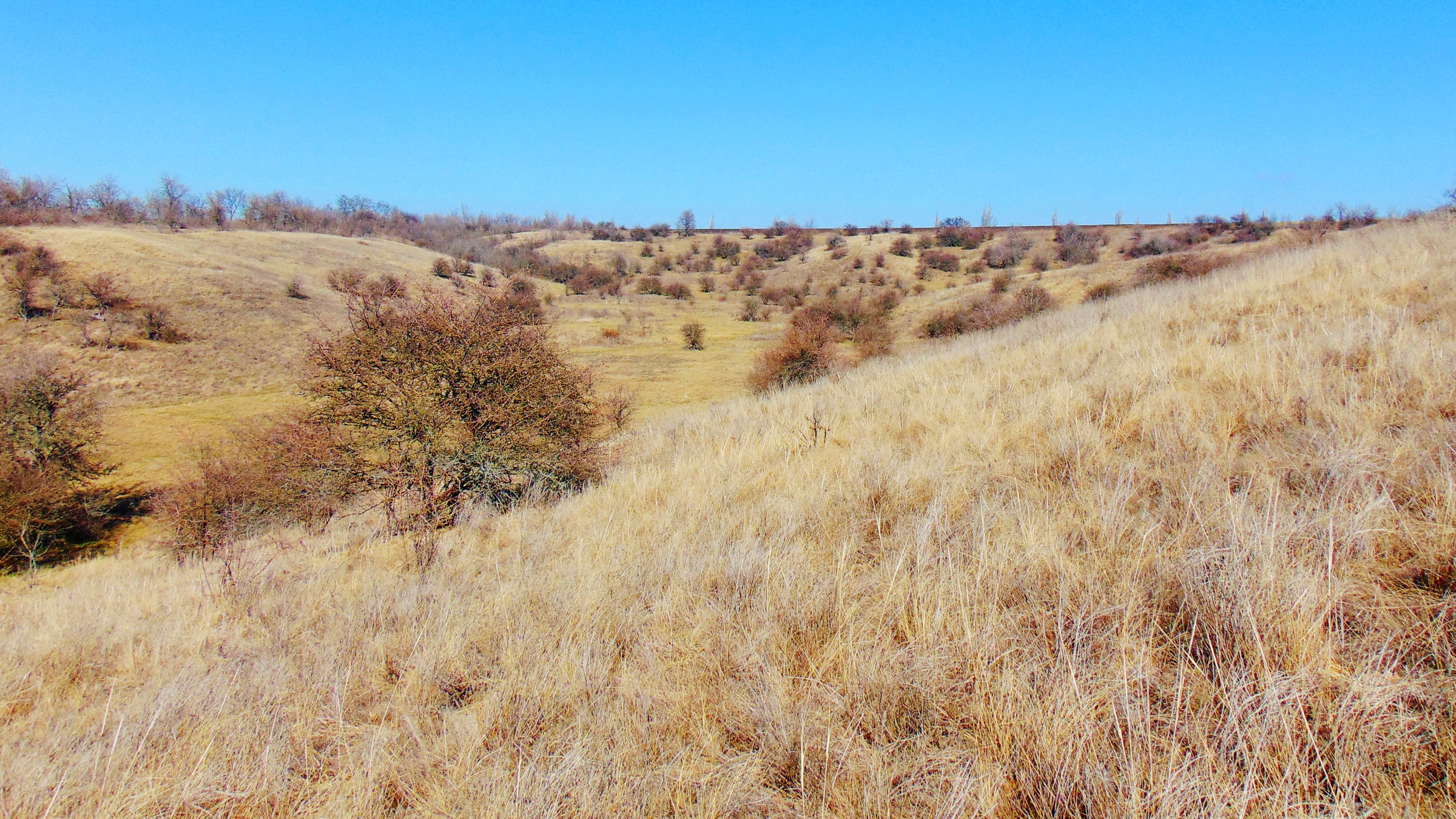
Степова балка
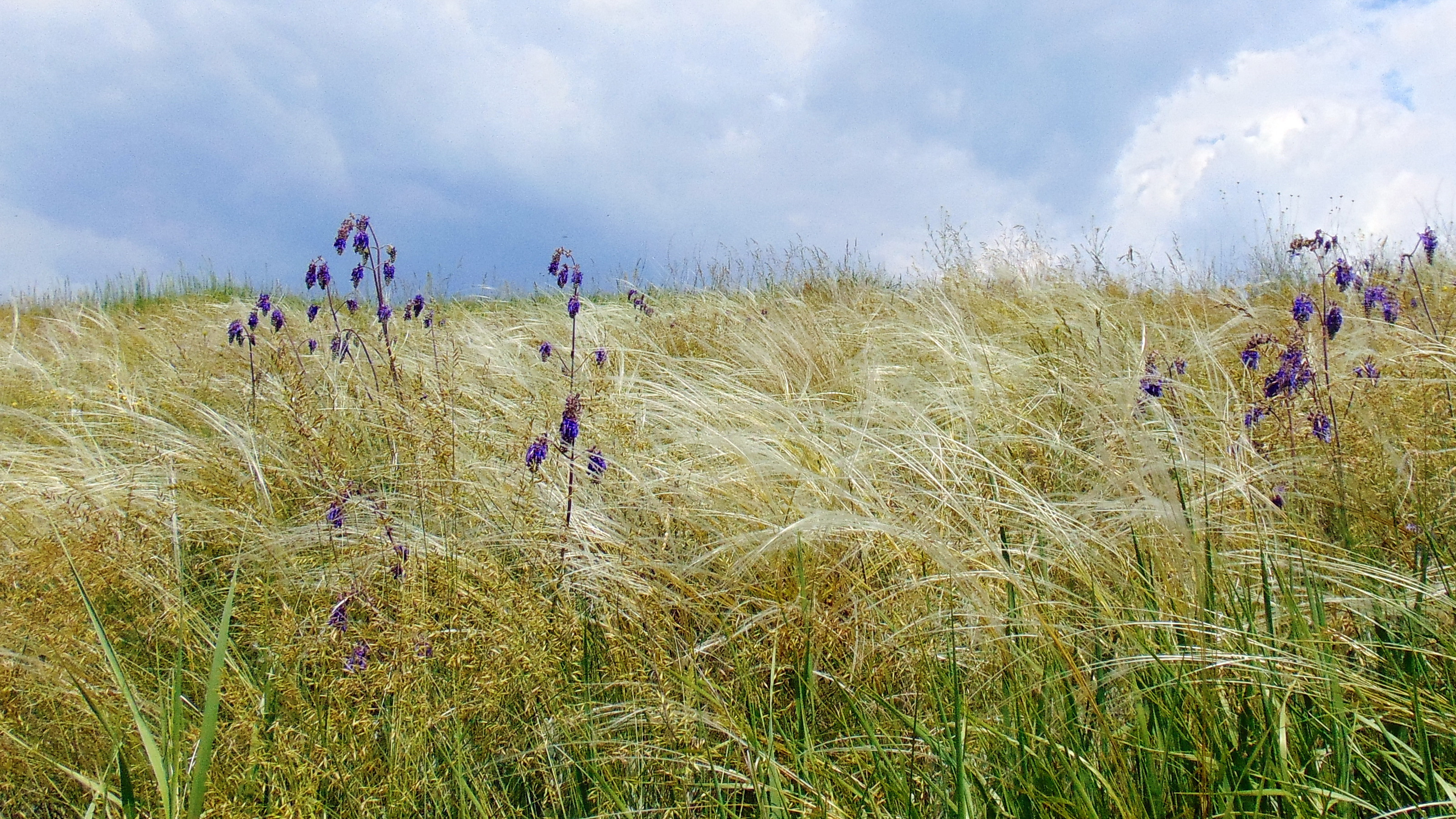
Ковиловий степ
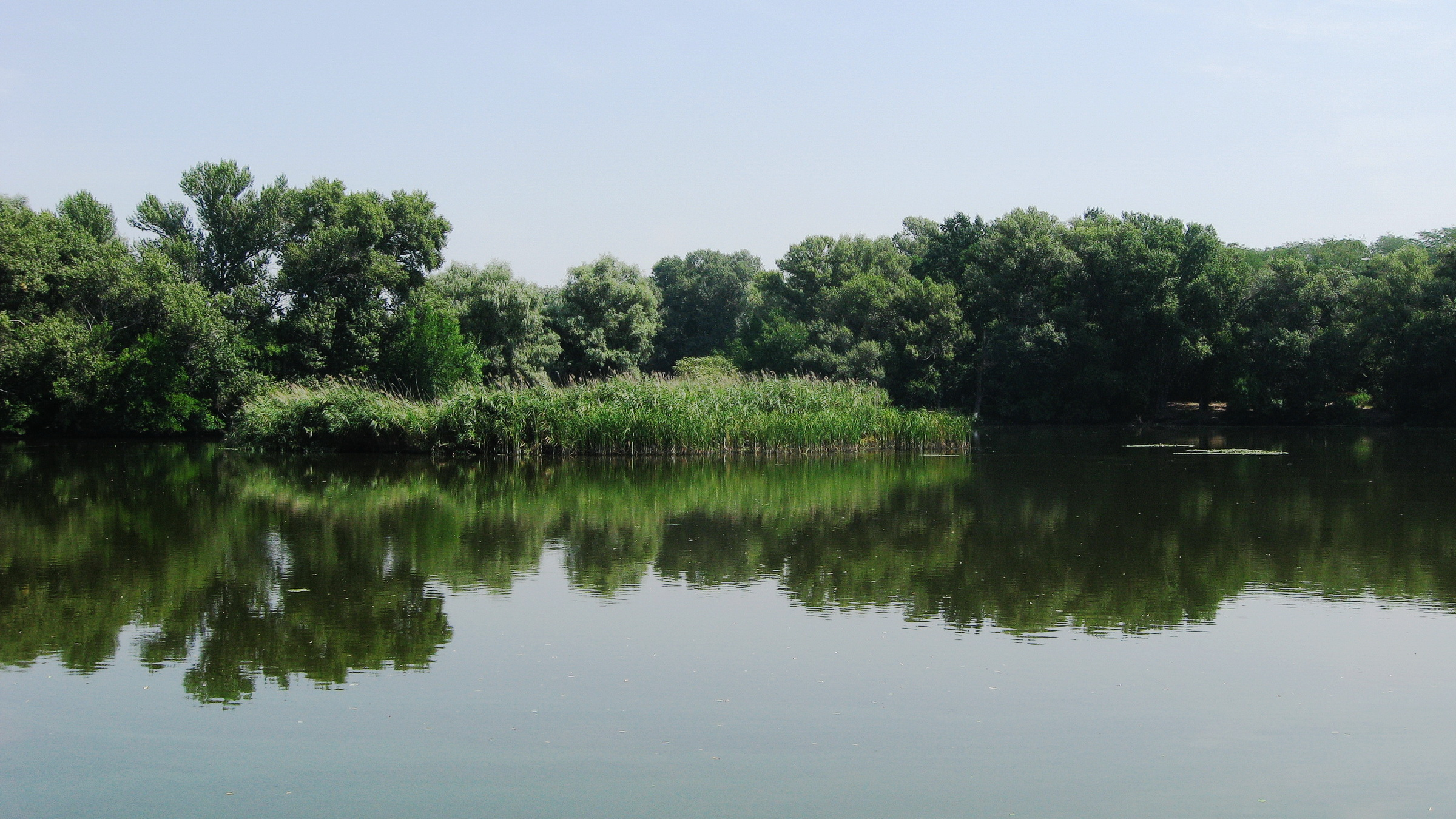
Озеро Лиман
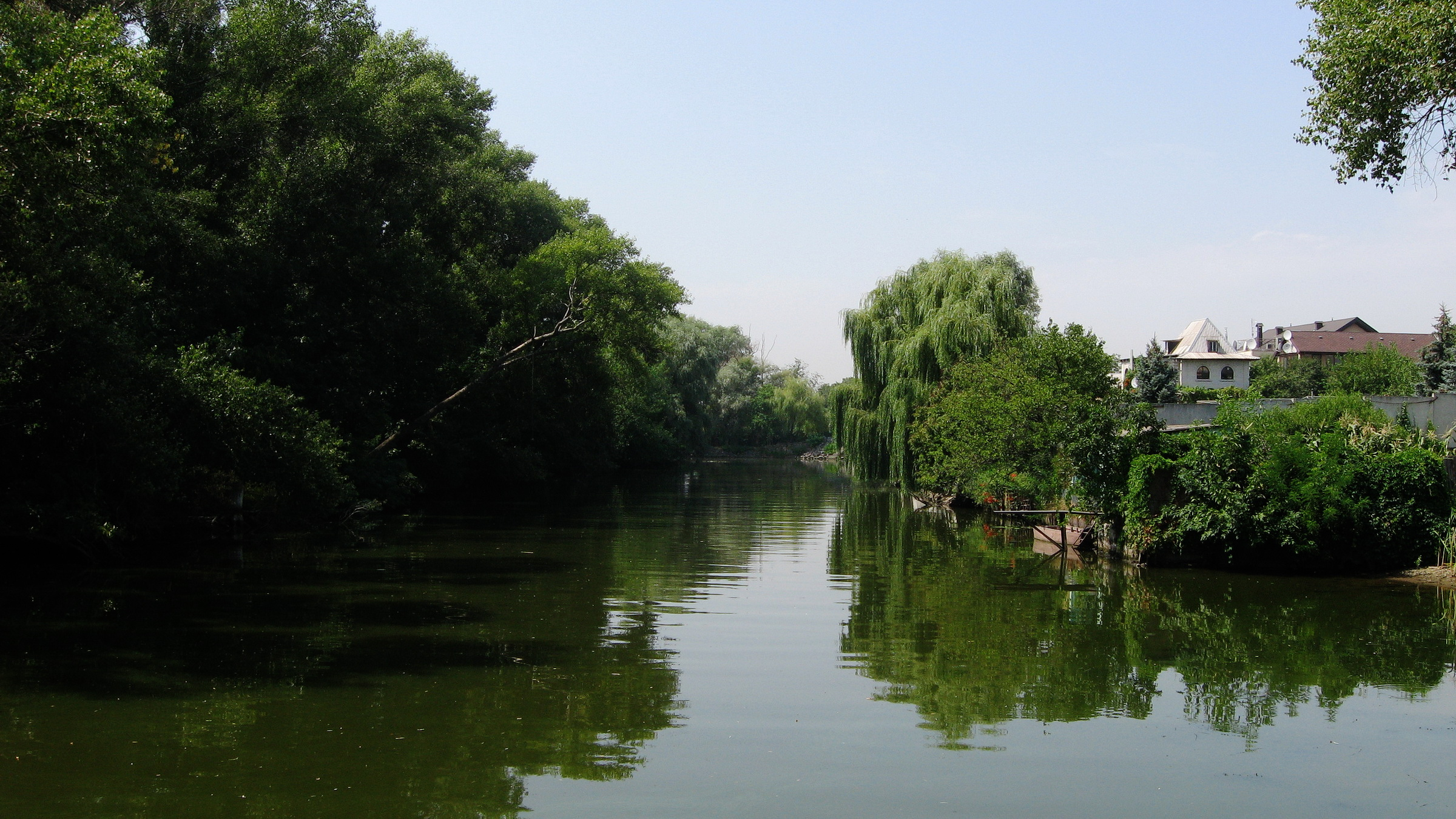
Протока
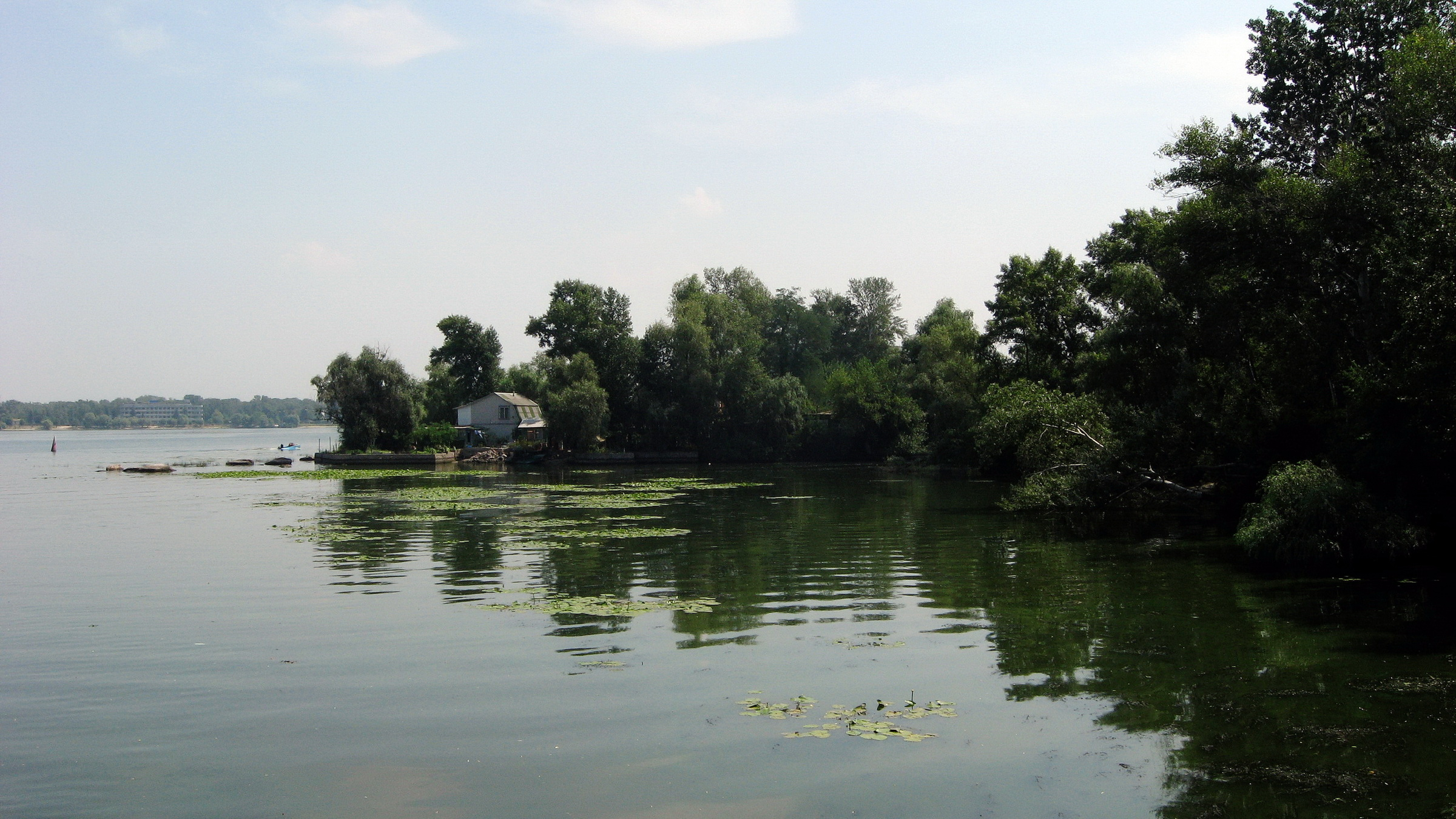
Дачі
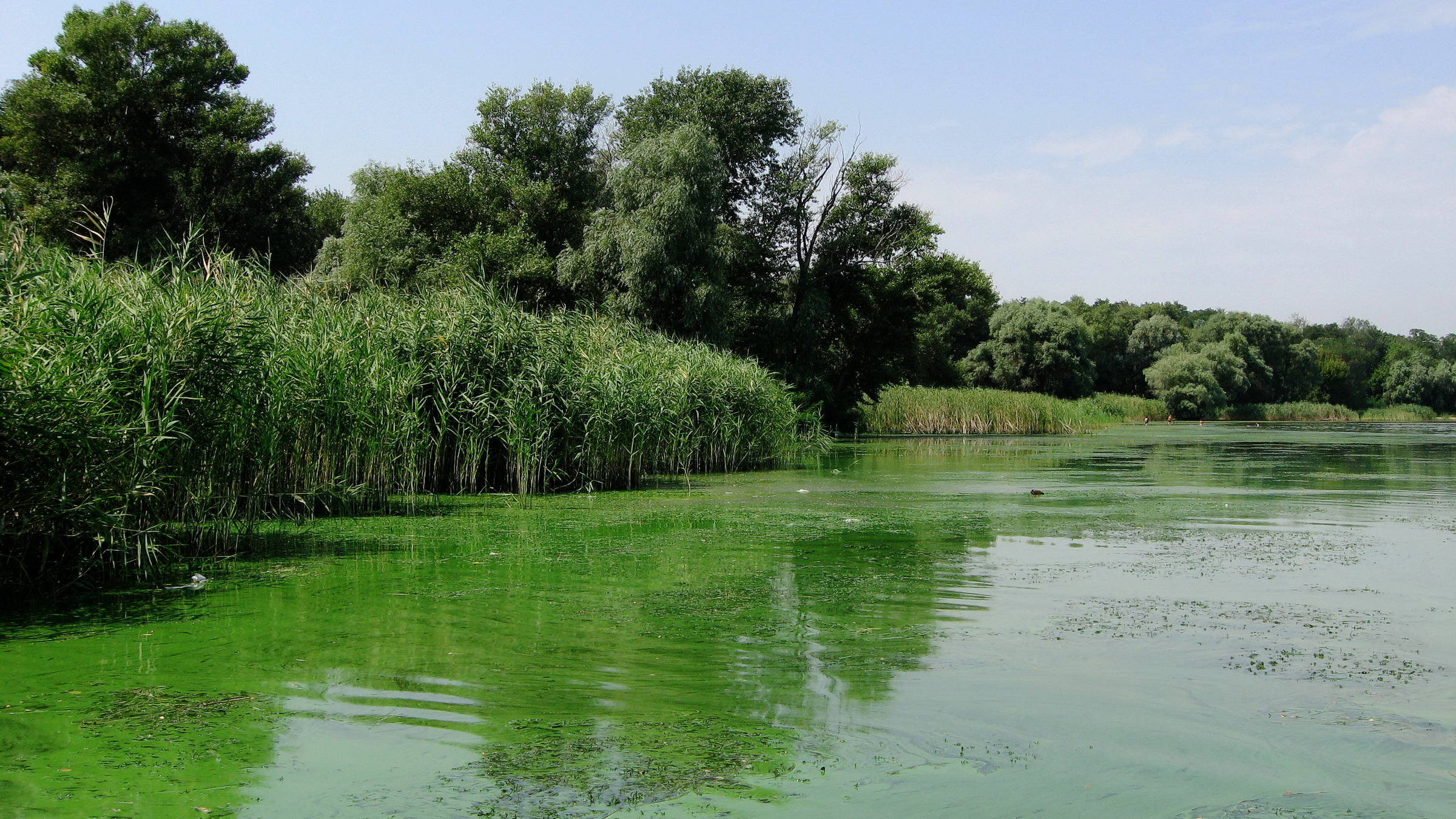
Плавні